# 鐵路車站

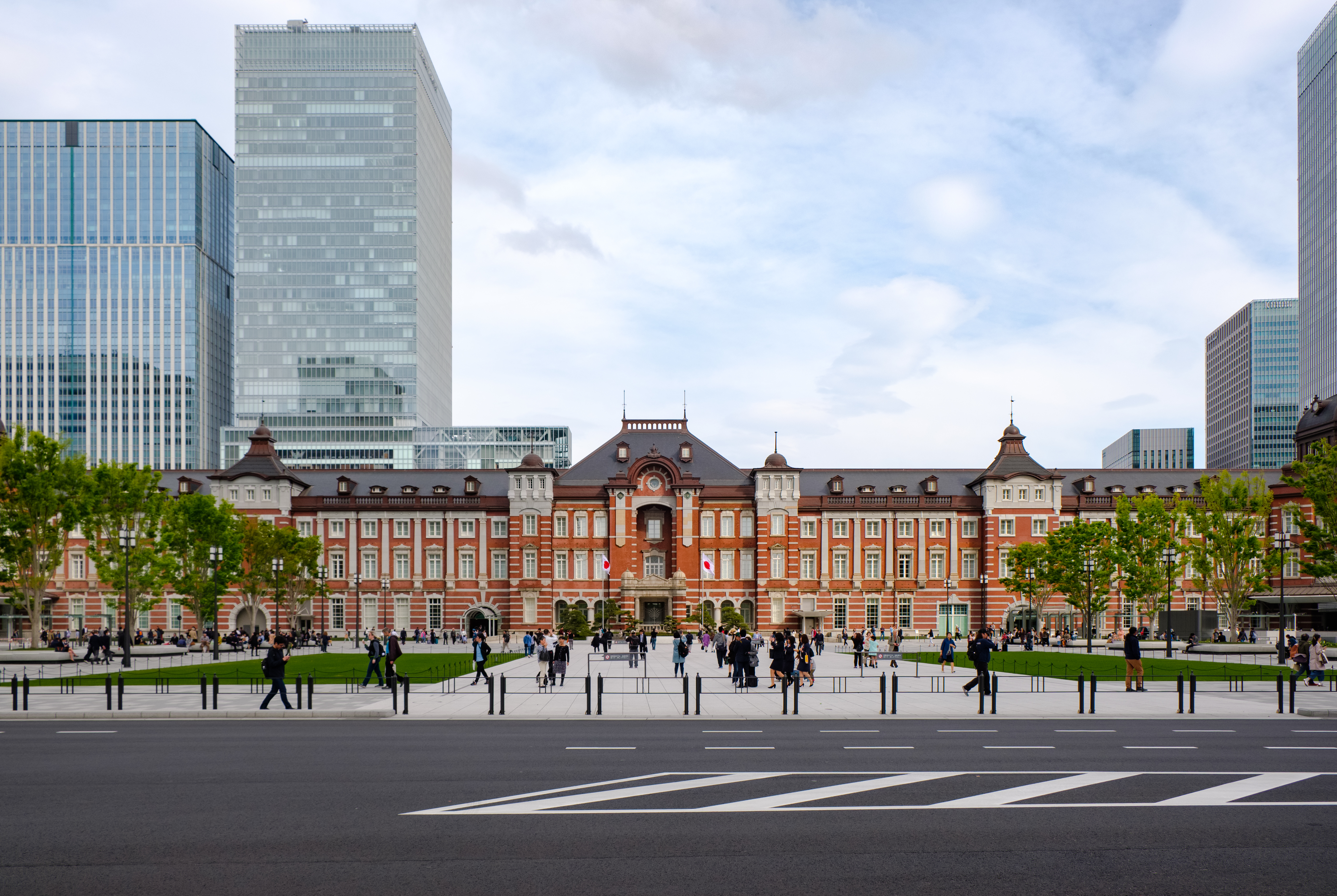
東京車站（東京）

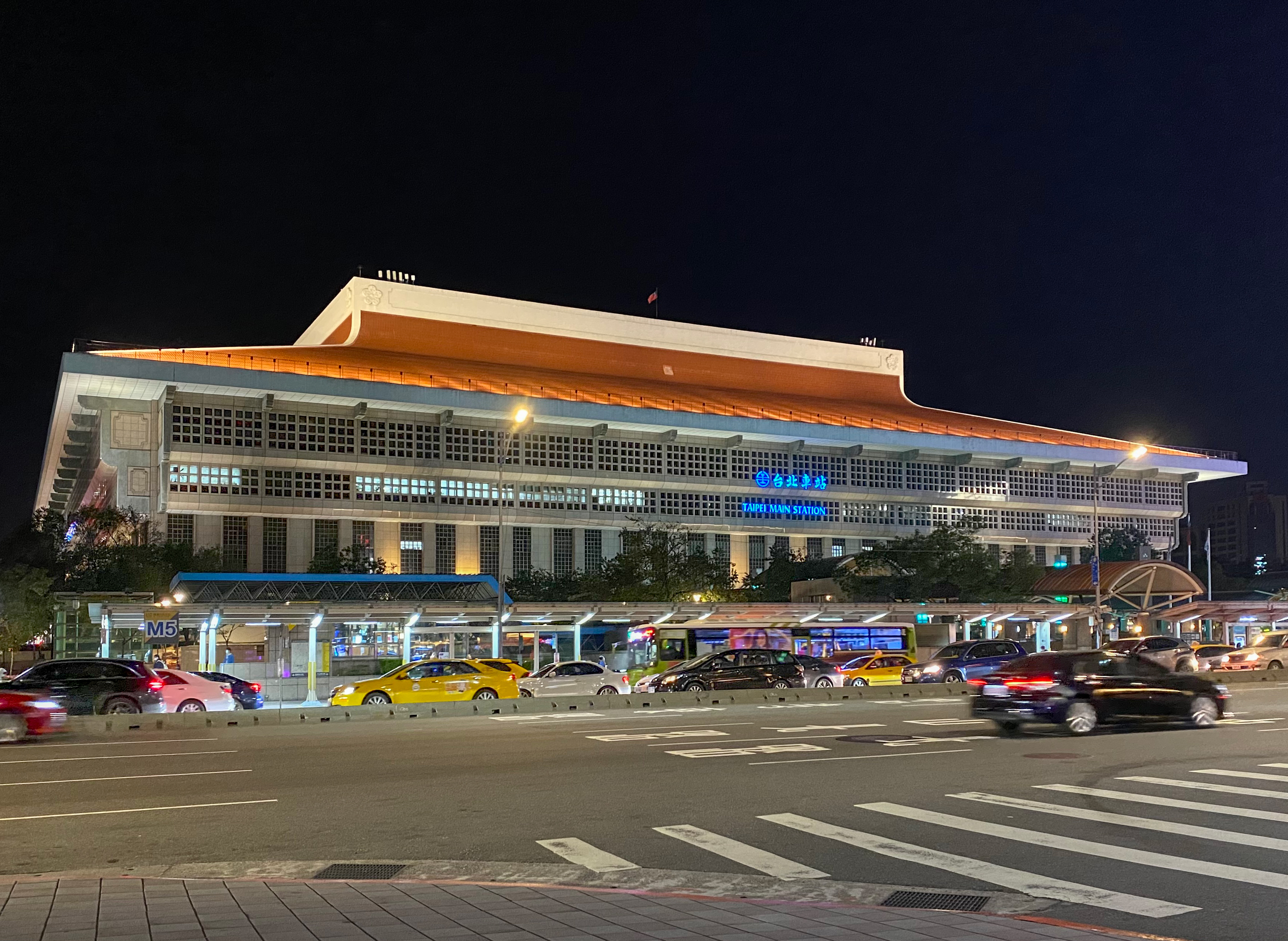
臺北車站（臺北）

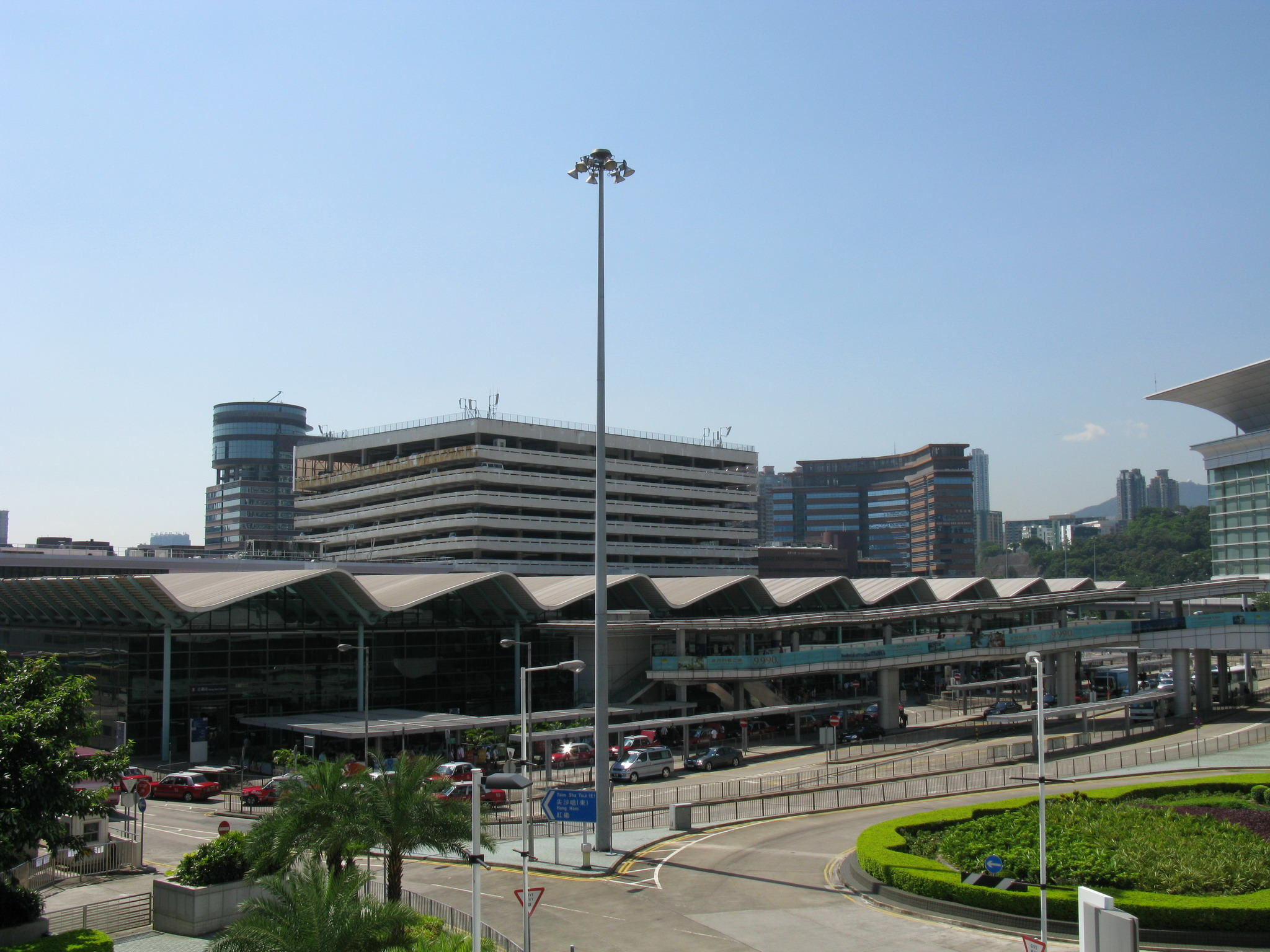
紅磡站（香港）為城際直通車在香港的起點站

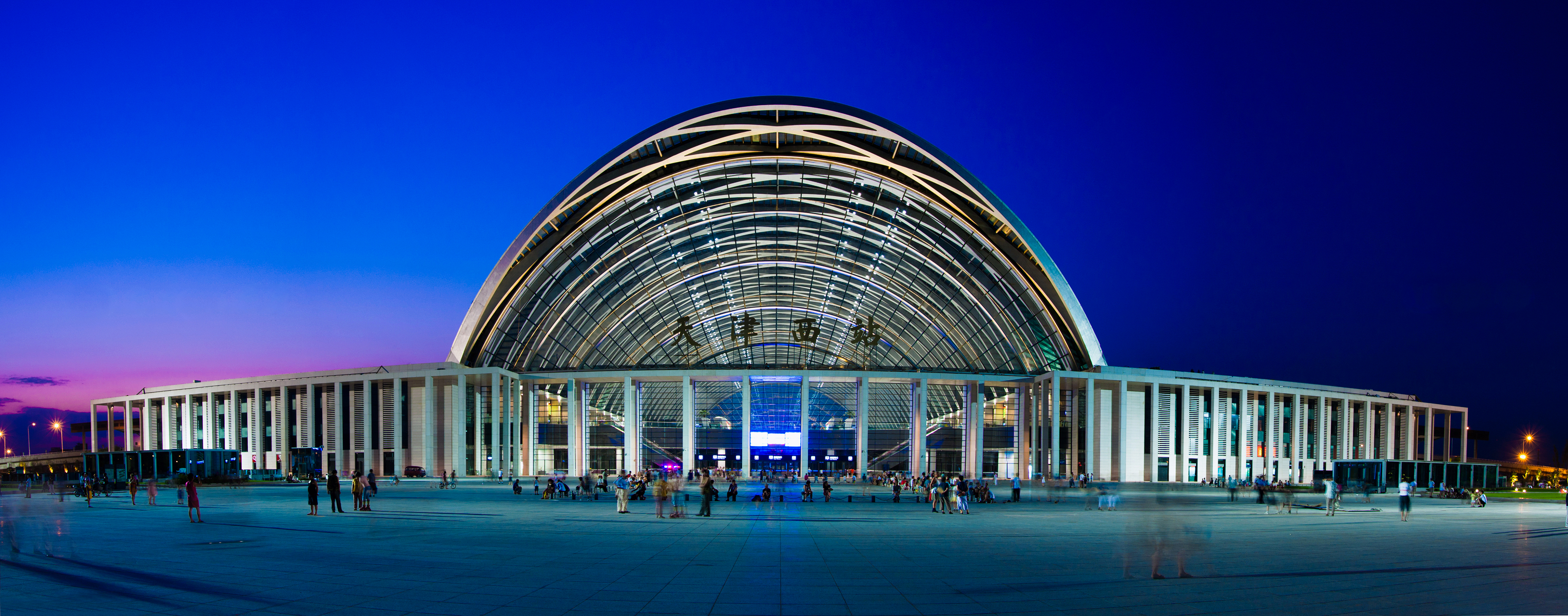
天津西站（天津）

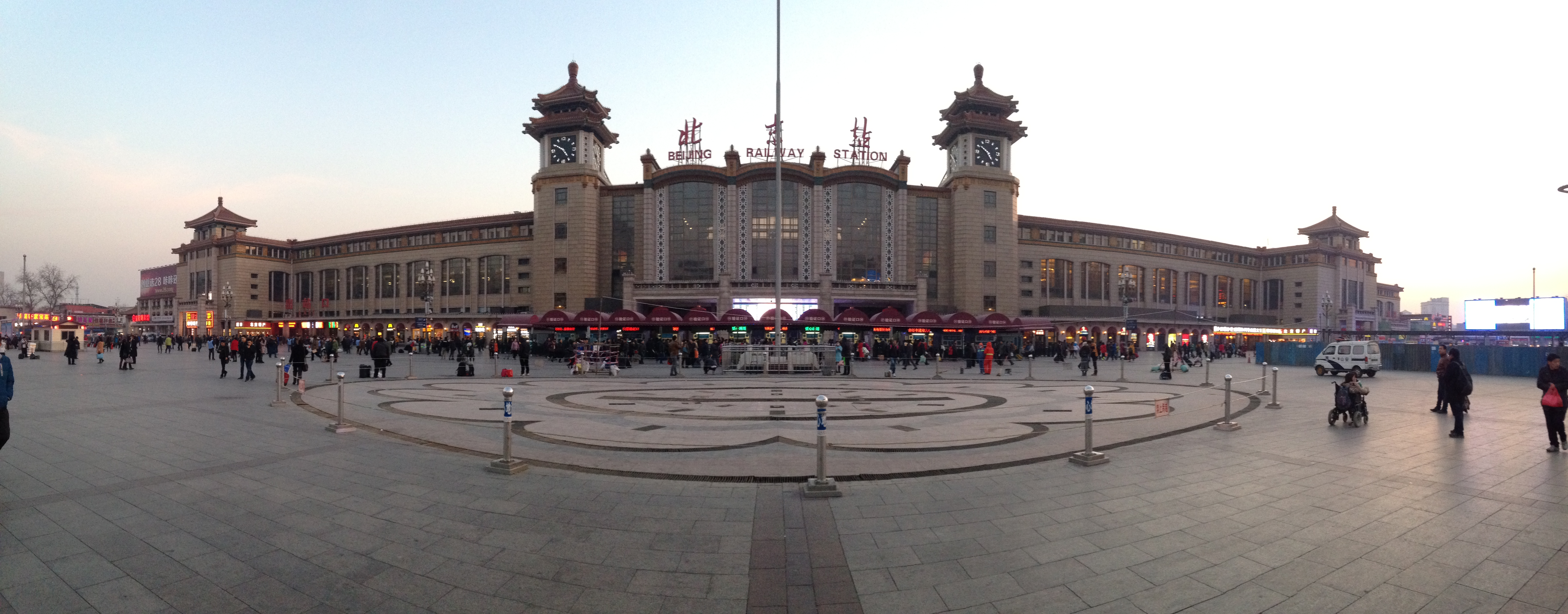
北京站（北京）

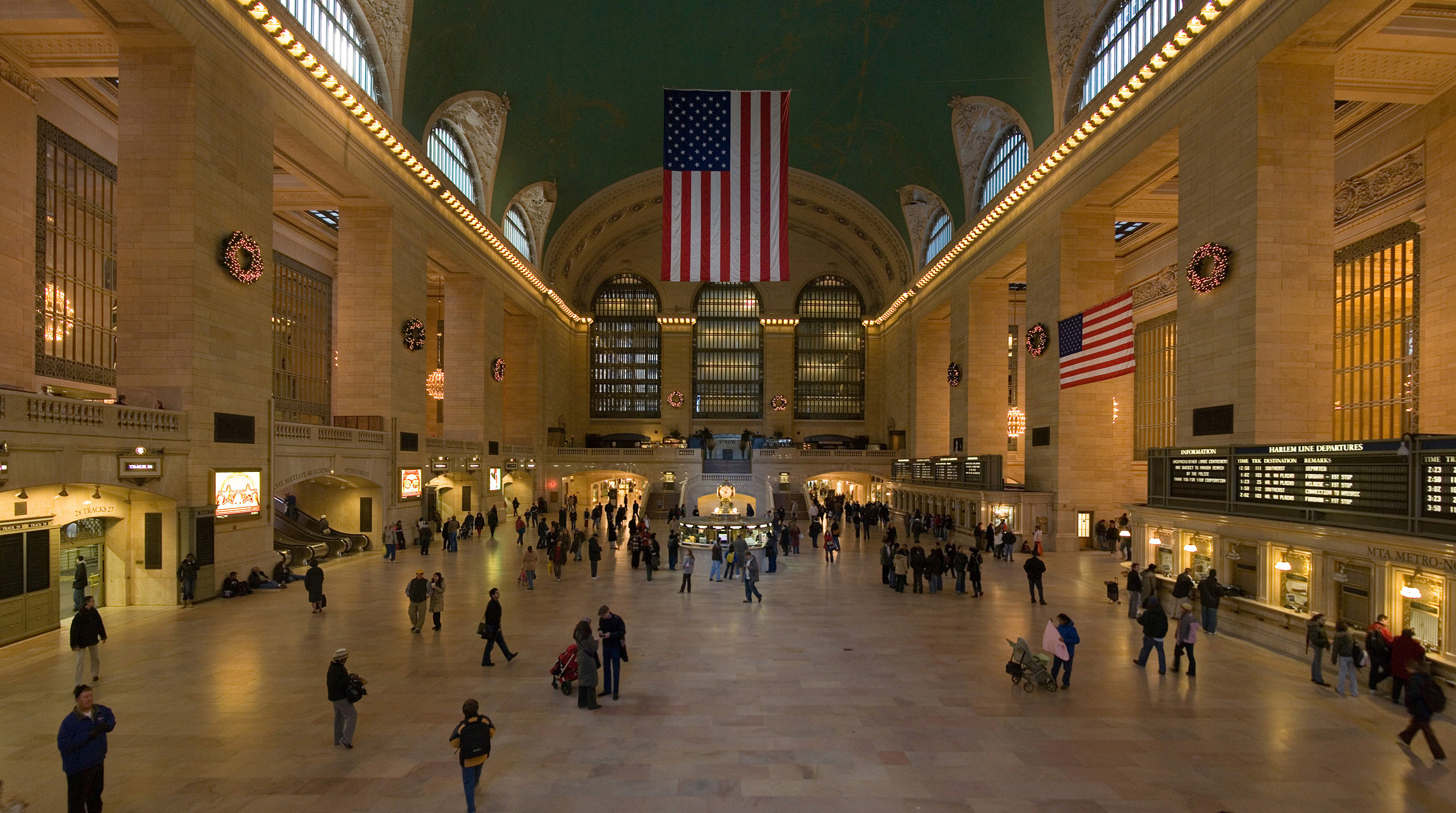
大中央車站（紐約）為全世界最多月台的火車站

鐵路車站或鐵道車站，簡稱鐵路站、鐵道站，通稱火車站，台語稱車頭（台羅：tshia-thâu）、驛（日韓亦仍使用驛（駅）來稱呼車站），日語舊稱停車場（如大稻埕停車場），是鐵路運輸的構成設施之一，用以供乘客或貨物上下列車。早期的車站通常是客貨兩用。這類車站現在仍然有；但是在鐵路事業發達的國家，貨運集散的機能另由貨運車站承擔。大部分的鐵路車站都是在鐵路線的正線上，或者是路線的終點。站內供列車停靠的主要設施為月台（平台、站台），可大致分島式月台、側式月台、港灣式月台、高架月台、地下月台、號誌站等幾類；月台若設計為旅客使用，會以地下道或跨線橋跟車站的大堂連接。其它車站設備包括售票口、檢票口、候車室、在月台上供候車的座椅等等。
部分鐵路車站除了供乘客及貨物上落外，亦有供機車及車輛維修或添加燃料的設施。多間鐵路公司一起使用的車站一般稱為聯合車站或轉車站。有時轉車站亦指可供與其它交通工具（如電車、地鐵、公共汽車或渡輪）轉乘的車站。

## 發展
世界上最早出現的鐵路車站為貨運用途。史托頓及達靈頓鐵路（Stockton and Darlington Railway）是世上第一條商營鐵路，但由於它是用來運貨，所以並沒有正式的火車站。第一個真正的鐵路車站應該為1830年開通的英國利物浦及曼徹斯特鐵路（Liverpool and Manchester Railway）而建的。今日在曼徹斯特，利物浦路車站被保留作為科學博物館。
歐美國家現存的鐵路車站大多建於十九世紀。這些車站反映了當時的建築風格。它們規模宏偉，建築極為奢華，是鐵路公司以至整個城市的瑰寶。它們同時也代表了這座城市。有些國家建設鐵路的時間較遲，但仍然喜愛模仿十九世紀時的建築。鐵路車站的建築有用不同的方式，由盡顯宏偉的巴洛克式，到實用主義及現代主義都有。近代興建的鐵路車站以與機場類似的後現代主義設計為主。

## 技术简介
车站与区间线路的分界点，以各进站信号机为界。
车站可分为：
- 业务性质
  - 客运站
  - 货运站
  - 客货运站
  - 不办理客货运的站（包括会让站、越行站、线路所等）
- 普速/高速
  - 普速车站
  - 高铁车站
  - 普速高铁共用车站
- 建築構造
  - 平面車站
  - 跨站式車站
  - 高架車站
  - 地下車站
- 技术性质
  - 中间站
  - 技术站
    - 区段站
    - 编组站
- 车场配置方式
  - 横列式
  - 纵列式
  - 混合式

车站调车作业，是指在车站范围内或超出车站范围但未进入另一站的车列、车辆的调移。可分类为：
- 解体调车：入站的车列按照目的地去向或车种，分解到指定的调车线
- 编组调车：将车辆选编为车列。
- 摘挂调车：列车补轴、减轴、换挂车组或摘挂车辆
- 取送调车：向装卸线、检修线、企业专用线送车或取回车辆
- 出入库调车：机车、车辆出入各段的段管线
- 其他调车：如车列转场、货车检斤、整理车场存车、在站线上放行机车

## 車站之最
以乘客數目來算，最繁忙的鐵路車站是日本東京的新宿站。跟新宿只有數分鐘之遙的澀谷站則是第二最繁忙。以列車進出計，倫敦的克拉珀姆交匯站則是最繁忙的。
以面積計算，日本名古屋的名古屋站是最大的。但是，这座車站的面積還包括了兩幢商業大廈及地下商場。這車站本身的範圍其實並非特別大。新宿站的面積排行第二。最多月台的車站是美國紐約市的大中央車站（Grand Central Terminal），共有44个月台，67条股道。此站亦是全世界最繁忙的車站之一。

## 車站乘降人數
以下僅列2013年全球有記錄的前50大車站乘降人數排名。多數為日本的車站。（因許多國家的統計數據未有公開資料，無法列入，故本表排名僅供參考）
| 排名 | 國家     | 車站              | 年乘降人數 |
| 1    | 日本     | 新宿車站          | 13億2千萬  |
| 2    | 日本     | 澀谷車站          | 10億4千萬  |
| 3    | 日本     | 池袋車站          | 9億9千萬   |
| 4    | 日本     | 大阪/梅田車站     | 8億2千萬   |
| 5    | 日本     | 橫濱車站          | 7億7千萬   |
| 6    | 日本     | 北千住車站        | 5億3千萬   |
| 7    | 日本     | 名古屋車站        | 4億        |
| 8    | 日本     | 東京車站          | 3億9千萬   |
| 9    | 日本     | 品川車站          | 3億5千萬   |
| 10   | 日本     | 高田馬場車站      | 3億1千萬   |
| 11   | 日本     | 難波車站          | 3億1千萬   |
| 12   | 日本     | 新橋車站          | 3億        |
| 13   | 日本     | 天王寺車站        | 2億5千萬   |
| 14   | 日本     | 秋葉原車站        | 2億5千萬   |
| 15   | 日本     | 京都車站          | 2億3千萬   |
| 16   | 日本     | 三宮車站          | 2億3千萬   |
| 17   | 日本     | 大宮車站          | 2億3千萬   |
| 18   | 日本     | 有樂町/日比谷車站 | 2億3千萬   |
| 19   | 日本     | 西船橋車站        | 2億3千萬   |
| 20   | 日本     | 目黑車站          | 2億2千萬   |
| 21   | 日本     | 大門/濱松町車站   | 2億2千萬   |
| 22   | 日本     | 上野車站          | 2億2千萬   |
| 23   | 日本     | 押上車站          | 2億        |
| 24   | 中華民國 | 臺北車站          | 1億9千萬   |
| 25   | 法國     | 巴黎北站          | 1億9千萬   |
| 26   | 日本     | 町田車站          | 1億8千萬   |
| 27   | 法國     | 沙特莱-大堂站     | 1億8千萬   |
| 28   | 日本     | 川崎車站          | 1億8千萬   |
| 29   | 義大利   | 羅馬特米尼車站    | 1億7千萬   |
| 30   | 日本     | 田町/三田車站     | 1億7千萬   |
| 31   | 日本     | 京橋車站          | 1億7千萬   |
| 32   | 日本     | 船橋車站          | 1億7千萬   |
| 33   | 日本     | 綾瀨車站          | 1億7千萬   |
| 34   | 德国     | 漢堡中央車站      | 1億6千萬   |
| 35   | 日本     | 代代木上原車站    | 1億6千萬   |
| 36   | 日本     | 蒲田車站          | 1億5千萬   |
| 37   | 日本     | 五反田車站        | 1億5千萬   |
| 38   | 日本     | 吉祥寺車站        | 1億5千萬   |
| 39   | 日本     | 金山車站          | 1億4千萬   |
| 40   | 日本     | 武藏小杉車站      | 1億4千萬   |
| 41   | 日本     | 藤澤車站          | 1億4千萬   |
| 42   | 日本     | 大井町車站        | 1億4千萬   |
| 43   | 日本     | 中野車站          | 1億4千萬   |
| 44   | 日本     | 立川車站          | 1億4千萬   |
| 45   | 日本     | 飯田橋車站        | 1億4千萬   |
| 46   | 日本     | 柏車站            | 1億3千萬   |
| 47   | 日本     | 博多車站          | 1億3千萬   |
| 48   | 日本     | 鶴橋車站          | 1億3千萬   |
| 49   | 日本     | 西日暮里車站      | 1億3千萬   |
| 50   | 日本     | 中目黑車站        | 1億3千萬   |

## 終點站
鐵路終點站（terminal）是鐵路路線完結或開始的地方。在終點站，乘客可能無需越過路軌就可以來往月台。這種港灣式月台車站在歐美最常見，日本等亞洲國家不常使用。
鐵路終點站往往同時是列車行駛路線的終點，但有時亦有例外。如果列車需要繼續往下一站，它就必須倒退離開。有時列車到了不是終點站的車站，亦會需要倒退開出。
倒車經常使乘客，特別是那些陌生的旅客感到迷惑。他們可能以為列車已到了終點，正在回程。但其實列車通常都會在一個交匯點轉向真正的目的地。亦有些乘客喜歡座位跟列車的行駛方向一致的座位，當列車倒行，他們便得找新的座位。因此有些客車廂的座位是設計成可以改變方向的。

## 無障礙設施
很多國家都規定車站需要提供讓身障人士可使用的設施。車站內會設有到達月台的升降機或斜坡、跟車廂高度一樣的月台或在月台把輪椅升高的設備、身障人士使用的廁所及電話、車站抵發廣播等等。